# 錢士聰
錢士聰（？—？），字守愚，山西平陽府翼城縣剪桐坊人，民籍，明朝政治人物。

## 生平
嘉靖元年（1522年）壬午科山西鄉試舉人，五年（1526年）丙戌科三甲第一百六十七名進士。授濬縣知縣，調三原縣知縣，謫開封府儒學教授，遷國子監助教，擢戶部主事，升員外郎、郎中，出為慶陽府知府，以覃恩進階奉政大夫。